# Uptown Funk
Uptown Funk è un singolo del musicista britannico Mark Ronson, pubblicato il 10 novembre 2014 come primo estratto dal quarto album in studio Uptown Special.
Il singolo vede la partecipazione vocale del cantante statunitense Bruno Mars.
Scritto e prodotto dallo stesso Mark Ronson insieme a Bruno Mars, Jeff Bhasker e Philip Lawrence, il brano è riuscito a raggiungere la Top 5 delle classifiche musicali di 68 Paesi (tra cui 21 sono arrivati alla prima posizione) vinse numerosi premi, tra cui un MTV Video Music Awards, due Soul Train Music Awards e due Grammy Awards, durante i quali venne premiato come "Canzone dell'anno".
Il 16 novembre 2019 viene eletta dalla rivista Billboard canzone del decennio. Sulla copertina del singolo si staglia al centro una sagoma circolare di un impianto stereo in bianco e nero sotto la quale campeggia il titolo maiuscolo in nero.
Uptown Funk ha venduto oltre 20,5 milioni di copie, divenendo il singolo di maggior successo del 2015 e uno dei più venduti nella storia della musica. Billboard l'ha collocato alla 12ª posizione nella sua lista delle "100 migliori hit di tutti i tempi".

## Composizione
La fase embrionale delle vicissitudini che portarono alla nascita di Uptown Funk ebbe inizio nel giugno 2014 quando Mark Ronson, dopo aver co-prodotto con Bruno Mars i singoli Locked Out of Heaven e Gorilla inseriti nell'album Unorthodox Jukebox (2012), rilasciò un'intervista in cui esprimeva la propria volontà di ritornare in studio insieme a lui. Ronson finì di lavorare al brano sette mesi più tardi, registrandolo in varie località, fra cui Los Angeles, Toronto, Vancouver, Londra, Memphis e New York, in corrispondenza delle tappe facenti parte del Moonshine Jungle Tour che Mars stava svolgendo in quel periodo, e di conseguenza i due artisti la composero durante i viaggi della tournée e i backstage degli spettacoli. Ricorda così lo stesso Ronson:

## Video musicale
Il video musicale di Uptown Funk è stato girato ad Hollywood ed è ambientato interamente negli anni '70. Nella scena iniziale si vedono Mark Ronson e Bruno Mars che ballano seguendo il ritmo musicale. Successivamente Mars visita diversi luoghi della città con la sua band, come dal parrucchiere in cui, insieme a Ronson e ad una signora, sono seduti con bigodini in testa. Bruno Mars canta, mentre per quasi tutta la durata del video, Mark Ronson legge il giornale. Altre scene più brevi del videoclip mostrano che i due si fanno lucidare i mocassini, girano per la città con la loro macchina e Mark Ronson seduto sul cofano. Nella parte finale Bruno Mars e la sua band si esibiscono con balli e canti in quello che sembra essere un night club.
Il video musicale della canzone ha raggiunto le 100.000.000 visualizzazioni su YouTube in un mese, ottenendo la certificazione Vevo. Il 13 aprile 2015 il video ha raggiunto 500.000.000 visualizzazioni con circa 3 milioni di "mi piace" su YouTube.
Il 15 settembre 2015 raggiunge un miliardo di visualizzazioni, ad oggi invece ne conta oltre 5 miliardi essendo così il quarto video più visto di tutti i tempi. Il video inoltre risulta il secondo più visualizzato del 2015, dietro solo a See You Again di Wiz Khalifa.
Il video del brano ha ricevuto quattro nomination agli MTV Video Music Award 2015, vincendone uno sotto la categoria di "Miglior video maschile".

## Accoglienza
Uptown Funk ha ricevuto in generale recensioni molto positive dalla maggior parte dei critici musicali.
Nick Murray di Rolling Stone ha dato un voto di quattro stelle su cinque, lodando particolarmente l'influenza dello stile rétro e delle sonorità funky presenti nell'arrangiamento, che hanno influenzato lo stile di Bruno Mars fin dai primi anni della sua carriera. Lucas Villa di AXS TV ha definito il brano «fresco e contemporaneo» e lo stile utilizzato nel video e nella canzone come «eternamente cool».

## Successo commerciale
Uptown Funk ha ricevuto un enorme successo commerciale in tutto il mondo: dopo circa tre settimane dalla sua pubblicazione, la hit era in cima a quasi tutte le classifiche musicali del mondo ed era al primo posto in più di sessanta paesi, tra cui Australia, Canada, Corea del Sud, Irlanda, Nuova Zelanda, Spagna, Messico, Argentina, Regno Unito, Belgio, Francia e Stati Uniti, in quest'ultima è rimasta in vetta 14 settimane diventando la seconda canzone rimanente per più a lungo in vetta.
La canzone nei primi sei mesi dopo la pubblicazione ha venduto 6.253.000 copie nei soli Stati Uniti e circa 12 milioni in tutto il mondo arrivando dopo un anno a oltre 14,6 milioni di copie, divenendo così il singolo più venduto del 2015 e uno dei più venduti nel mondo: in Italia ha ricevuto il disco d'oro con 25.000 vendite alla terza settimana dall'uscita, ha raggiunto il platino con 50.000 vendite alla nona settimana dall'uscita ed è attualmente certificata disco quintuplo platino con 250.000 vendite; inoltre è stata la più trasmessa dalle radio italiane durante il 2015. Il 18 ottobre del 2016 arriva a vendere 11 milioni di copie solo nel territorio statunitense, diventando così il secondo singolo più venduto della storia nel paese, dopo White Christmas di Bing Crosby.
Il successo del singolo è stato più volte paragonato a quello avuto nel 2014 dalla canzone Happy di Pharrell Williams.

### Stati Uniti d'America
Uptown Funk è apparsa per la prima volta negli Stati Uniti debuttando alla posizione numero 65 della Billboard Hot 100 nella settimana del 21 novembre 2014. Nella seconda settimana di permanenza raggiunse il diciottesimo posto della classifica e vendendo circa 110.000 copie digitali, nonché registrando oltre 2.5 milioni di streaming. La terza settimana raggiunge l'ottavo posto in classifica e diventando la canzone più suonata dalle radio statunitensi per quattro settimane, vendendo ulteriori 167.000 unità. Uptown Funk continua a scalare posizioni, e dopo due settimane fermo al terzo posto raggiunge la vetta della Billboard Hot 100, diventando la prima hit numero uno di Ronson e la sesta di Mars. Nella sesta settimana di permanenza in classifica conquista il primo posto sia per l'airplay, sia per numero di streaming sia per i singoli digitali più venduti. Il singolo riesce a mantenere il primo posto per ben 14 settimane consecutive, diventando uno dei singoli con più settimane alla numero uno del XXI secolo, superando in tal modo il record in precedenza appartenuto a Blurred Lines di Robin Thicke. Allo scadere della quattordicesima settimana viene spodestata da See You Again di Wiz Khalifa, restando però per un totale di 40 settimane consecutive nelle prime venti posizioni, e diventando il brano musicale ad esser riuscito a rimanere incluso nella Top 3 statunitense con 21 settimane in tale classifica.
Il brano è uscito dalla Billboard Hot 100 la settimana del 19 dicembre del 2015, facendo la sua ultima presenza nella 21ª posizione, dopo aver passato 55 settimane in classifica. Successivamente rientrò per la settimana del 5 marzo del 2016 nella classifica, alla 22 posizione.
Il 18 ottobre del 2016 arriva a vendere 11 milioni di copie solo nel territorio statunitense, diventando così il secondo singolo più venduto della storia nel paese, dopo White Christmas di Bing Crosby.

### Canada
Il singolo ha esordito in Canada il 29 novembre 2014 alla posizione numero 63 della Billboard Canadian Hot 100 e raggiungendone la cima il 10 gennaio 2015 grazie alle forti vendite digitali, e ha protetto il primo posto per 15 settimane consecutive diventando, come negli Stati Uniti, la seconda canzone ad aver dominato di più in vetta alla classifica dopo I Gotta Feeling dei The Black Eyed Peas, che regnò al primo posto per 16 settimane consecutive.
Il 25 aprile venne spodestata da See You Again di Wiz Khalifa.

### Francia
Uptown Funk ha fatto il suo primo ingresso nella classifica Syndicat national de l'édition phonographique al 74º posto nella settimana del 21 novembre 2014. Un mese dopo, il singolo ha conquistato la vetta della classifica francese con 7.524 copie nel corso di un giorno, con un lieve incremento delle vendite registrato quattro giorni dopo, salendo a quota 8.256 unità.
Dopo due settimane, Uptown Funk raggiunge il picco di vendite grazie a 9.564 copie, finendo per essere premiato con il disco di platino alla quinta settimana di permanenza in vetta, in seguito alla distribuzione di oltre 250.000 copie.
Uptown Funk ha mantenuto la prima posizione per 11 settimane consecutive, cedendo il posto a Take Me to Church di Hozier il 9 marzo 2015, restando tuttavia all'interno della classifica per un totale di 60 settimane e facendo la sua ultima comparsa il 30 gennaio 2016, per l'incredibile permanenza di quasi un anno e mezzo.
Secondo i dati riportati dal Syndicat national de l'édition phonographique, il singolo è stato proclamato disco di diamante per aver registrato oltre 400.000 vendite in Francia.

### Italia
Uptown Funk ha esordito alla 14ª posizione nella classifica ufficiale italiana nella settimana che raccoglie i dati di vendita dall'8 al 15 gennaio 2015. La settimana seguente, il singolo, seppur mantenendo la medesima posizione, ha registrato un incremento delle vendite, ed è stato certificato disco d'oro dalla Federazione Industria Musicale Italiana per i 25.000 download digitali.
Nel corso della sua terza settimana di permanenza, scala di otto posizioni, entrando in Top 10 al 6º posto. Nella settimana del 19 febbraio, nonostante il brano venga premiato con il disco di platino per le oltre 50.000 copie, crolla all'11º posto, per poi raggiungere prima la 4ª, e poi la 3ª posizione (miglior piazzamento mai raggiunto dal singolo nella classifica del Belpaese). La canzone mantiene tale podio per le seguenti cinque settimane, fino ad abbandonare la Top 10 il 28 maggio, vincendo prima il doppio disco di platino (allo scadere della 17ª settimana) e poi quello triplo, consegnatogli alla 29ª settimana.
Alla fine del 2015 Uptown Funk rientra in classifica per due settimane, alla fine delle quali ottiene il suo quarto disco di platino per aver superato la soglia delle 200.000 copie vendute in Italia. Il singolo rimane all'interno della classifica FIMI per 42 settimane non consecutive, rientrandovi a vari intervalli, e uscendovi definitivamente il 7 gennaio 2016 alla 45ª posizione. È risultato essere il singolo più trasmesso dalle radio italiane per tre settimane, mentre a fine anno, la Federazione Industria Musicale Italiana ha reso noti i cento singoli più scaricati del 2015, in cui Uptown Funk stazia all'undicesimo posto. Nel febbraio 2017 ottiene il suo quinto disco di platino.

### Regno Unito
Nel Regno Unito Uptown Funk ha debuttato direttamente in vetta alla Official Singles Chart, riuscendo anche a conquistare la vetta della classifica iTunes, con 118.000 copie nella prima settimana dall'uscita. Nella seconda settimana la canzone scese alla numero due con una vendita di 181.000 copie digitali, battendo il record di maggior numero di streaming di tutti i tempi in Regno Unito, con 2.34 milioni di streaming effettuati in un'unica settimana, superando Thinking Out Loud di Ed Sheeran.
La canzone trascorse sette settimane non consecutive al primo posto della classifica britannica, per poi essere scavalcata da Love Me like You Do di Ellie Goulding l'8 febbraio 2015, che riesce anche a primeggiare sulla canzone per quanto riguarda il numero di streaming settimanali. In totale totalizza oltre 2.400.000 vendite nel paese, rientrando nella classifica dei singoli più venduti di sempre in Regno Unito.

### Australia e Nuova Zelanda
In Oceania in poco tempo il singolo riscosse un grandissimo successo: in Australia ha fatto la sua prima entrata il 30 novembre 2014 all'undicesima posizione e ha raggiunto la vetta la settimana seguente, proteggendola per sei settimane consecutive, ottenendo a poco più di un anno dalla pubblicazione 15 volte il disco di platino.
In Nuova Zelanda è comparsa al settimo posto il 1º dicembre 2014, riuscendo a rimanere in vetta per 9 settimane consecutive, uscendo dalla classifica neozelandese il 24 agosto 2015, rientrando per una settimana 14 giorni dopo, e rientrando ulteriormente la settimana del 4 gennaio del 2016.

## Record
- Uptown Funk ha raggiunto la 14ª settimana alla prima posizione della Billboard Hot 100 diventando così la canzone con più settimane al 1º posto del XXI secolo, nonché la seconda canzone più longeva in vetta della storia.
- Il brano ha trascorso 21 settimane nella top 3 della Billboard Hot 100 diventando così la canzone con più settimane nella top 3 della storia.[45]
- La canzone ha battuto il record assoluto di maggior numero di streaming di tutti i tempi in Regno Unito con 2.560.000 streaming in una sola settimana.
- La canzone risulta essere il brano di genere funk più venduto di sempre.[72]
- Il brano arriva a vendere 11 milioni di copie solo nel territorio statunitense, diventando così il secondo singolo più venduto della storia nel paese, dopo White Christmas di Bing Crosby.[37]

## Premi e riconoscimenti
Grammy Awards
- 2016 – Registrazione dell'anno[73]
- 2016 – Miglior performance in duo o di gruppo[74]

MTV Video Music Awards
- 2015 – Miglior video maschile[75]

Soul Train Music Awards
- 2015 – Canzone dell'anno[76]
- 2015 – Video dell'anno[76]

BRIT Awards
- 2015 – Canzone dell'anno[77]
- 2015 – Video dell'anno[77]

## Esibizioni dal vivo

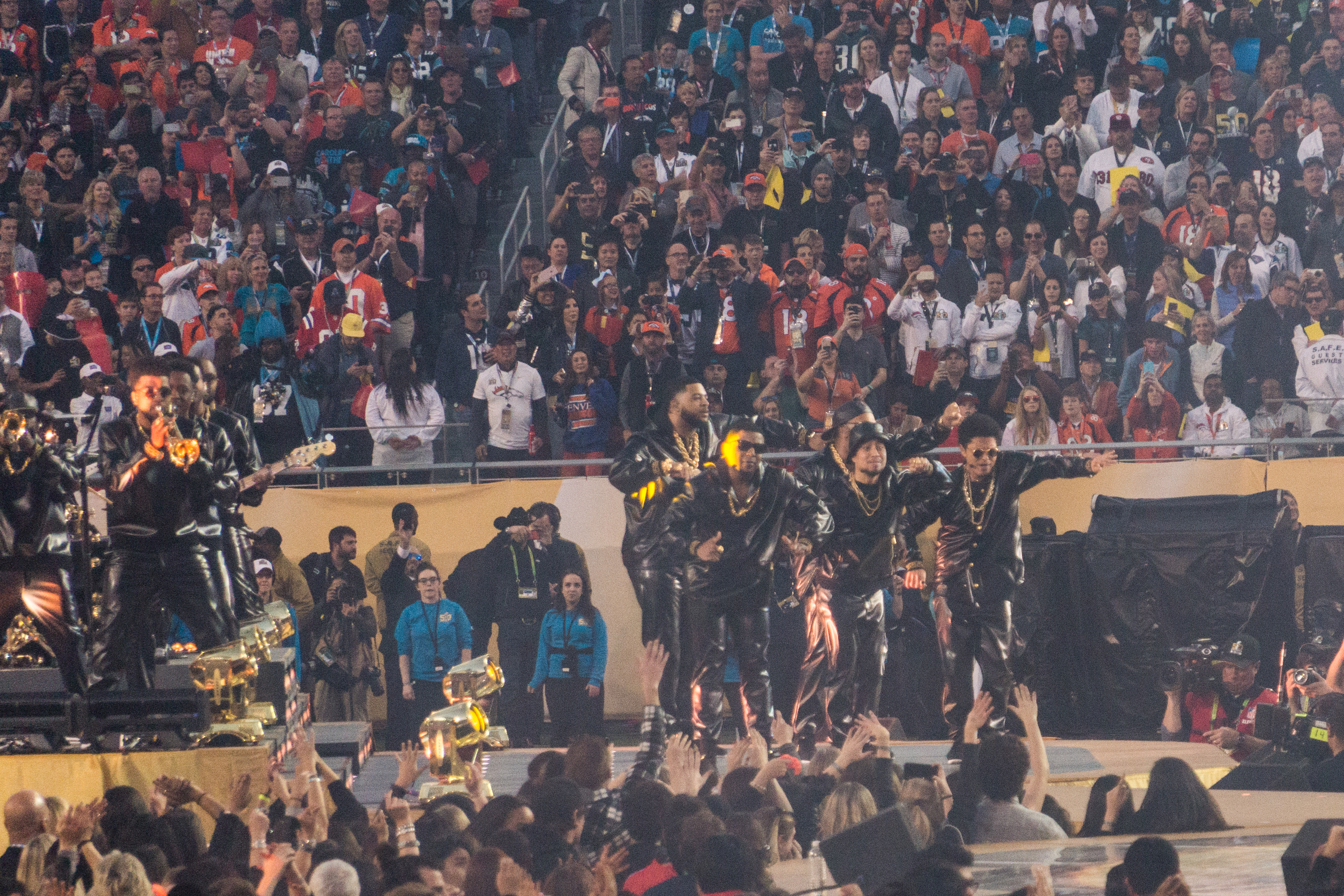
Bruno Mars si esibisce al Super Bowl 50 con Uptown Funk.

La prima esibizione dal vivo della canzone è stata fatta il 23 novembre 2014 su The Voice; successivamente si sono esibiti anche al Saturday Night Live, e durante il The Ellen DeGeneres Show, dove Bruno Mars e Mark Ronson hanno fatto una coreografia che faceva prendere parte al pubblico sia nel ballo che nel coro. Inoltre The Ellen DeGeneres Show ha pubblicato un video dove Mars e un suo giovanissimo fan di 6 anni cantano la canzone insieme.
Un'altra nota esibizione venne fatta al Glastonbury Festival il 26 giugno del 2015, esibito da Mark Ronson, Mary J. Blige, George Clinton e Grandmaster Flash.
Il 7 febbraio 2016 Bruno Mars e Beyoncé si sono esibiti con il brano durante l'intervallo di metà partita al Super Bowl 50, tenutosi al Levi's Stadium di Santa Clara, in California.

## Classifiche

### Classifiche settimanali
| Classifica (2014-23) | Posizione massima |
| -------------------- | ----------------- |
| Australia            | 1                 |
| Austria              | 6                 |
| Belgio (Fiandre)     | 1                 |
| Belgio (Vallonia)    | 1                 |
| Canada               | 1                 |
| Danimarca            | 2                 |
| Finlandia            | 13                |
| Francia              | 5                 |
| Germania             | 3                 |
| Irlanda              | 1                 |
| Islanda              | 1                 |
| Israele              | 70                |
| Italia               | 3                 |
| Libano               | 1                 |
| Lussemburgo          | 1                 |
| Norvegia             | 6                 |
| Nuova Zelanda        | 1                 |
| Paesi Bassi          | 2                 |
| Polonia              | 7                 |
| Portogallo           | 41                |
| Regno Unito          | 1                 |
| Repubblica Ceca      | 2                 |
| Slovacchia           | 2                 |
| Slovenia             | 3                 |
| Spagna               | 1                 |
| Stati Uniti          | 1                 |
| Svezia               | 8                 |
| Svizzera             | 2                 |
| Ungheria             | 2                 |

### Classifiche di fine anno
| Classifica (2014) | Posizione |
| ----------------- | --------- |
| Australia         | 35        |
| Francia           | 66        |
| Classifica (2015) | Posizione |
| Australia         | 1         |
| Austria           | 1         |
| Belgio (Fiandre)  | 1         |
| Belgio (Vallonia) | 3         |
| Canada            | 1         |
| Danimarca         | 9         |
| Francia           | 3         |
| Germania          | 22        |
| Italia            | 11        |
| Nuova Zelanda     | 1         |
| Paesi Bassi       | 8         |
| Polonia           | 31        |
| Regno Unito       | 1         |
| Spagna            | 5         |
| Stati Uniti       | 1         |
| Svezia            | 18        |
| Svizzera          | 9         |
| Classifica (2016) | Posizione |
| Australia         | 94        |
| Francia           | 103       |
| Classifica (2024) | Posizione |
| Estonia           | 151       |

### Classifiche di fine decennio
| Classifica (2010-19) | Posizione |
| -------------------- | --------- |
| Australia            | 3         |
| Regno Unito          | 2         |
| Stati Uniti          | 1         |

### Classifiche di fine secolo
| Classifica (2000-2024) | Posizione |
| ---------------------- | --------- |
| Stati Uniti            | 2         |

### Classifiche di tutti i tempi
| Classifica (1958-2021) | Posizione |
| ---------------------- | --------- |
| Stati Uniti            | 5         |
| Classifica             | Posizione |
| Regno Unito            | 22        |